# Tweede Slag bij Charleston Harbor
De Tweede Slag bij Charleston Harbor vond plaats tussen 17 augustus en 7 september 1863 nabij Charleston, South Carolina.

## De slag
Na twee vruchteloze pogingen om Fort Wagner te veroveren, besloot de Noordelijke generaal-majoor Quincy Adams Gillmore om het fort te belegeren. De Noordelijken gebruiken hiervoor een aantal nieuwe wapens. De kanonniers zetten het Requa kanon in. Dit was een kanon met 25 lopen. De genie legde loopgraven aan in een zigzagpatroon. Om de belegerden te verblinden werden kogels afgeschoten die een fel licht produceerden. Dit verminderde de accuratesse van de Zuidelijke troepen om terug te schieten. De Zuidelijken hadden eveneens verschillende voordelen ten opzichte van de vijand. De vijandelijke loopgraven werden in zanderige bodem gegraven, wat de stabiliteit niet ten goede kwam. Ook werden de lichamen van Noordelijke soldaten aangetroffen.
Nadat de belegeringskanonnen in stelling gebracht werden, opende Gillmore op 17 augustus het vuur op Fort Sumter. Tegen 23 augustus was het metselwerk van het fort beschadigd. Beauregard verwijderde verschillende kanonnen. Gillmore stuurde hierop een boodschap naar het United States Department of War met de mededeling dat Fort Sumter nog maar een ruïne was.
Na het uitschakelen van Fort Sumter richtte Gillmore zijn aandacht op Fort Wagner. Ook daar werden de belegeringskanonnen in stelling gebracht. Door het bombardement werden de leefomstandigheden in Fort Wagner zeer moeilijk. De garnizoenscommandant deelde Beauregard mee dat er nog een 400 manschappen in staat waren om het fort te verdedigen. In de nacht van 6 september op 7 september werd Fort Wagner verlaten. Diezelfde dag nog werd het fort ingenomen door de Noordelijken.

## Gevolgen
Fort Wagner had het 60 dagen uitgehouden. In die 60 dagen werd het fort voortduren gebombardeerd. De Noordelijken hadden een strategische plaats veroverd in de monding van Charleston Harbor en het sterkste fort tot puin geschoten. Charleston en Fort Sumter bleven echter in Zuidelijke handen tot William T. Sherman South Carolina binnentrok in 1865

## Bron
National Park Service - Charleston Harbor
 Fort Sumter · Santa Rosa Island · Fort Pulaski · Forten Jackson en St. Philip · New Orleans · Secessionville · Simmon's Bluff · Tampa · Baton Rouge · 1ste Donaldsonville · St. John's Bluff · Georgia Landing · 1ste Fort McAllister · Fort Bisland · Irish Bend · Vermillion Bayou · 1ste Charleston Harbor · 1ste Fort Wagner · Grimball's Landing · 2de Fort Wagner · 2de Charleston Harbor · 2de Fort Sumter · Plains Store · Port Hudson · LaFourche Crossing · 2de Donaldsonville · Kock's Plantation · Stirling's Plantation · Fort Brooke · Gainesville · Olustee · Natural Bridge